# جيفرسون موريلو
جيفرسون موريلو (بالإسبانية: Jefferson Murillo)‏ (18 يناير 1992 في كولومبيا - ) هو لاعب كرة قدم كولومبي في مركز الوسط. لعب مع ديبورتيفو كالي وكوكوتا ديبورتيفو ‏.

## وصلات خارجية
- جيفرسون موريلو على موقع قاعدة بيانات كرة القدم.إي يو (الإنجليزية)
- جيفرسون موريلو على موقع Soccerway.com (الإنجليزية)
- جيفرسون موريلو على موقع AS.com (الإسبانية)